# سیاست فناوری
روش‌های متعددی برای تعریف ماهیت و دامنه سیاست فناوری وجود دارد. بر اساس تعریف ارائه شده توسط دانشمند آمریکایی و مشاور سیاست لوییس برانزکمب؛ «سیاست فناوری» ابزارهای عمومی برای رشد و بهینه‌سازی کاربردهای آن دسته از توانمندی‌هایی که در خدمت اهداف و منافع ملّی هستند را هدف قرار می‌دهد. لوییس برانزکمب فناوری را در زمینه موضوعی سیاست فناوری به عنوان "تجمع از قابلیت‌های و امکانات و مهارت و دانش و سازمان‌های مورد نیاز برای خلق موفق یک محصول یا خدمت مفید" تعریف می‌نماید.
سیاست‌گذاری فناوری را می‌توان سیاست‌گذاری رشد با محوریت فناوری‌ها و بخش‌های متفاوت آنها دانست. در ادبیات سیاست فناوری، مفاهیم جدیدی مانند تجاری‌سازی تحقیق، خدمات فنی و مهندسی و انتشار فناوری به ادبیات ایجاد فناوری اضافه شد. عصر سیاست فناوری آن زمان آغاز شد که رابطه بین فناوری و رشد اقتصادی بیش از پیش مورد توجه قرار گرفت و مشخص شد چگونه بعضی از فناوری‌ها تأثیر بیشتری در فرایند رشد اقتصادی دارند. در ادبیات اولیه، فناوری‌های صنایع سنگین و به اصطلاح صنایع مادر مانند ذوب فولاد مطابق الگوی صنعتی شدن اتحاد شوروی در کشورهایی مانند هند مورد نظر بوده‌است.

## ابعاد سیاست فناوری
با نزدیک تر شدن علم به حوزه‌های کاربردی و گسترده‌تر شدن کاربرد آن در این حوزه‌ها، علم جایگاه جدیدی در زندگی بشر یافته و مفهوم فناوری پررنگ تر و از اهمیت بیشتری برخوردار و در نتیجه سیاست گذاری برای فناوری نیز به موضوع قابل تأملی تبدیل شده‌است. سیاست فناوری، مجموعه ای از سیاست هاست که با قصد تأثیر گذاری بر خلق و توسعه جذب و به‌کارگیری فناوری‌ها اتخاذ و اجرا می‌شوند. باید به این نکته توجه نمود که طیف گسترده‌ای از سیاست‌های دولت، ممکن است بر فناوری تأثیر بگذارند، اما تنها سیاست‌های که با این قصد طراحی می‌شوند را می‌توان در قالب سیاست فناوری تعریف کرد. سیاست فناوری را مجموعه ای از اقدامات دولت که بر خلق، اکتساب، تطابق، اشاعه و استفاده از دانش فناورانه، تأثیر می‌گذارد، البته به گونه ای دولت برای جامعه سودمند می‌داند، تعریف می‌کند. چند سؤال بنیادی در حوزه سیاست فناوری مطرح می‌شود:
- آیا اصولاً دخالت دولت به دلایل تجاری در بخش‌ها یا فناوری‌های خاص، مشروع و اثربخش است؟ یا سیاست فناوری، تنها جایی مشروع است که مباحث اجتماعی ملی مورد توجه باشد؟
- کدام فناوری‌ها باید حمایت شوند؟ آیا همواره این چنین است که فناوری پیشرفته و بخش‌های علم محور باید اولویت داشته باشند؟
- و حمایت در کدام مرحله بهتر است؟ آیا بهتر است تنها در مرحله پیش از رقابت اعمال شوند یا در حمایت در مرحله آوردن محصولات جدید به بازار نیز سودمند است؟
- چه محدودیت‌هایی برای حمایت بخش عمومی باید تنظیم شود؟ آیا دخالتها تنها جایی که دولت به عنوان یک مصرف‌کننده بزرگ بازی می‌کند باید دنبال شود یا در توسعه فناوری‌های جدید برای بازار نیز باید با همان شدت مداخله نماید؟
- چگونه می‌توان یک فناوری یا یک بخش را به بهترین شکل ارتقا داد؟